# Château d'Ursel
Le château d'Ursel (en néerlandais : Kasteel d'Ursel), également connu sous le nom de château de Hingene, est un château situé à Hingene, dans la commune belge de Bornem.

## Historique
Le domaine de Hingene est devenu la possession de Conrad Schetz en 1608, qui l'a transformé en maison de plaisance. En 1761-1765, son arrière-petit-fils, devenu par la suite le duc Charles d'Ursel de la maison d'Ursel, fait rénover le château par Giovanni Niccolò Servandoni dans sa forme néoclassique actuelle . Pendant plus de 350 ans, le château est la résidence de campagne du duc d'Ursel et de sa famille, tandis que leur résidence principale (nl) se situe à Bruxelles. Racheté par la commune de Hingene, le château est inhabité depuis 1973. À la suite de la fusion des communes de 1977, il est passé aux mains de la commune de Bornem. Dans les années 1980, des festivités sont organisées au château, les Kasteelfeesten. Il obtient le statut de monument protégé le 10 juillet 1984.
Le château est racheté en 1994 par la province d'Anvers, qui l'a restauré.
En 2018, l'ancien atelier de peinture de la duchesse Antonine De Mun (1849-1931) a fait l'objet d'une restauration en profondeur.

## Description
Entouré d'un jardin à l'anglaise, le château dispose également d'un centre d'hébergement pour les jeunes et d'un pavillon de chasse sur l'Escaut, nommé De Notelaer (nl).

## Dans la culture
En 1965, le drame télévisé De Grafbewachter, réalisé par Harry Kümel, a été tourné sur le domaine d'Hingene.

## Galerie

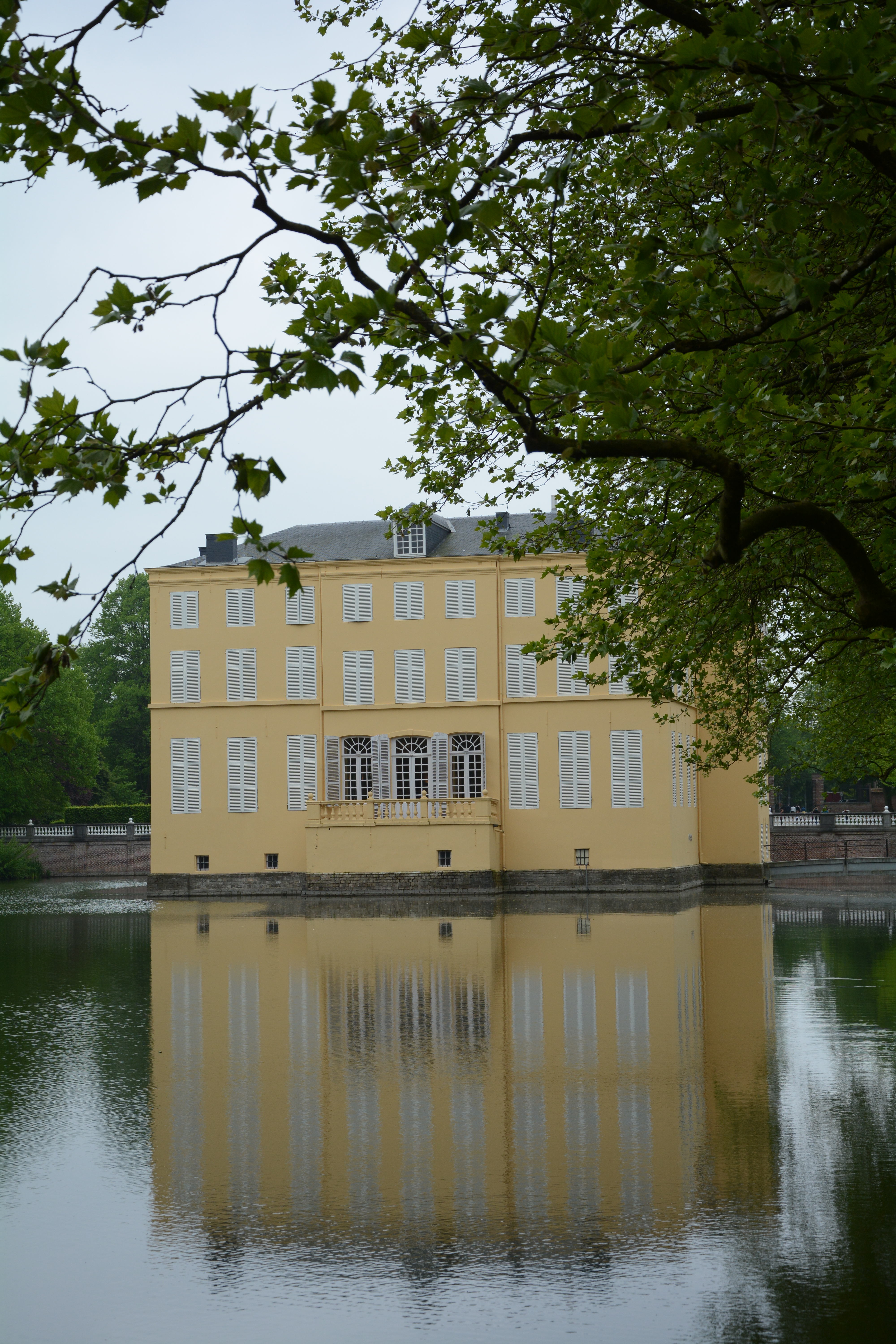
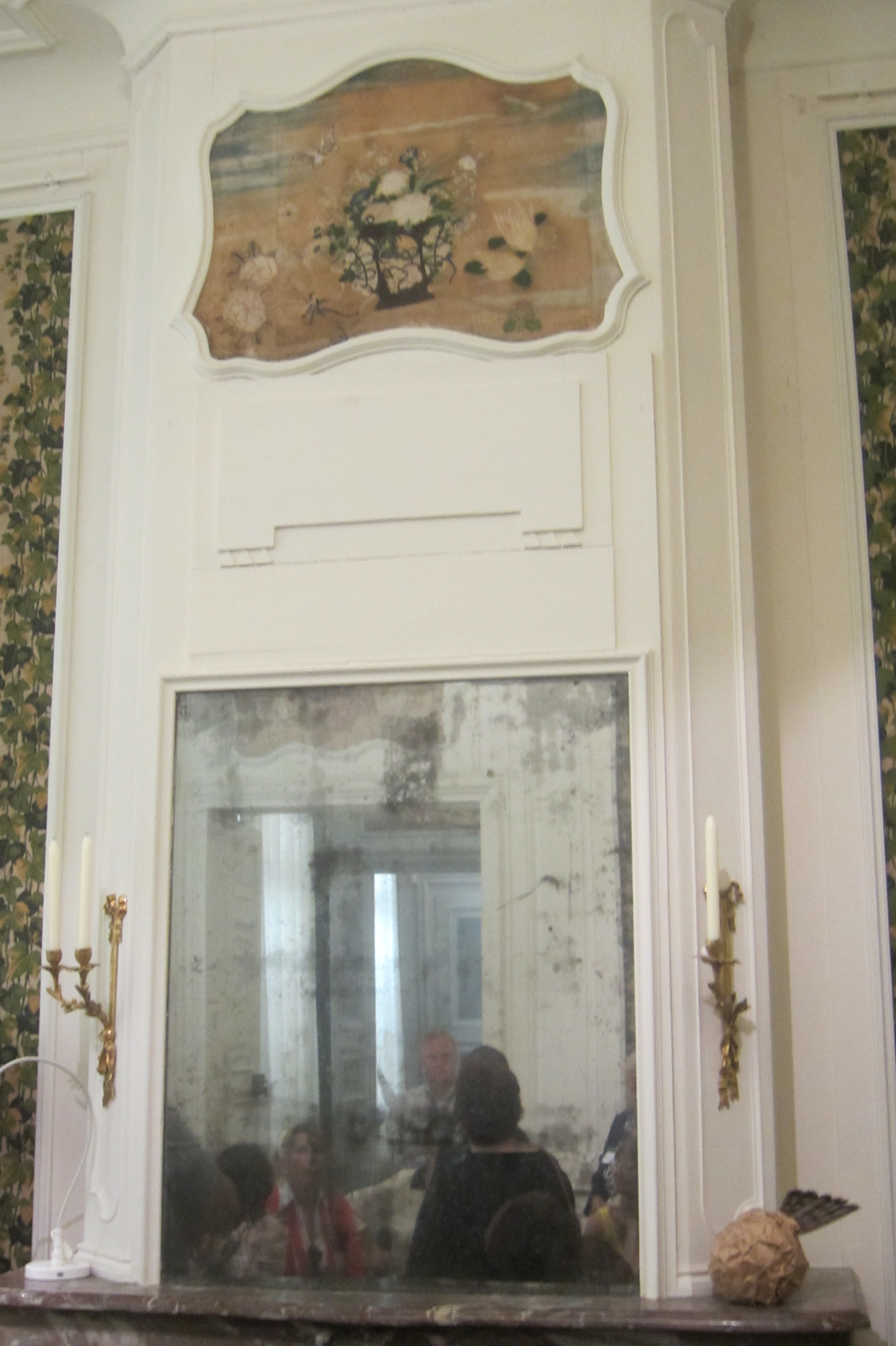
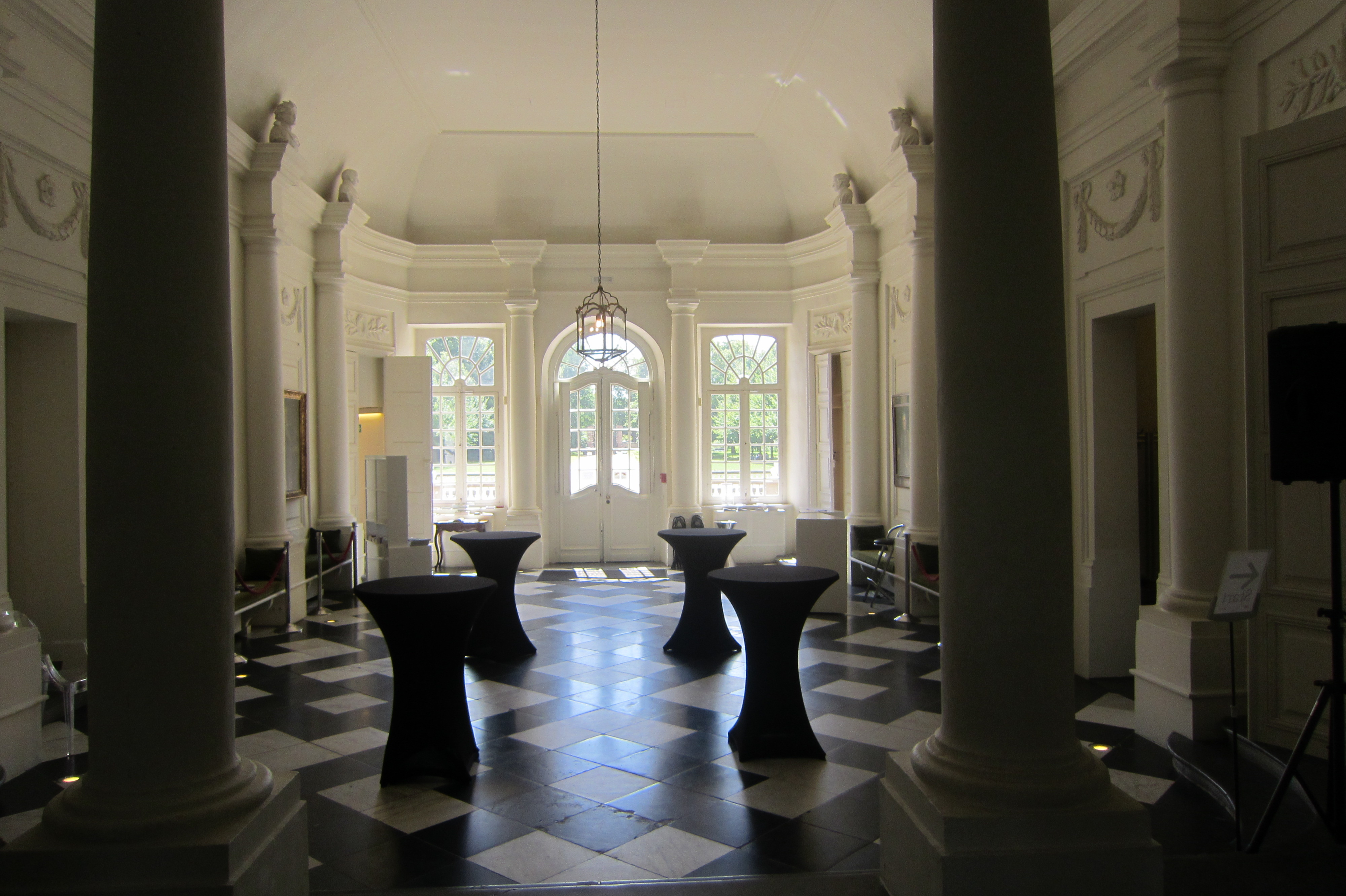
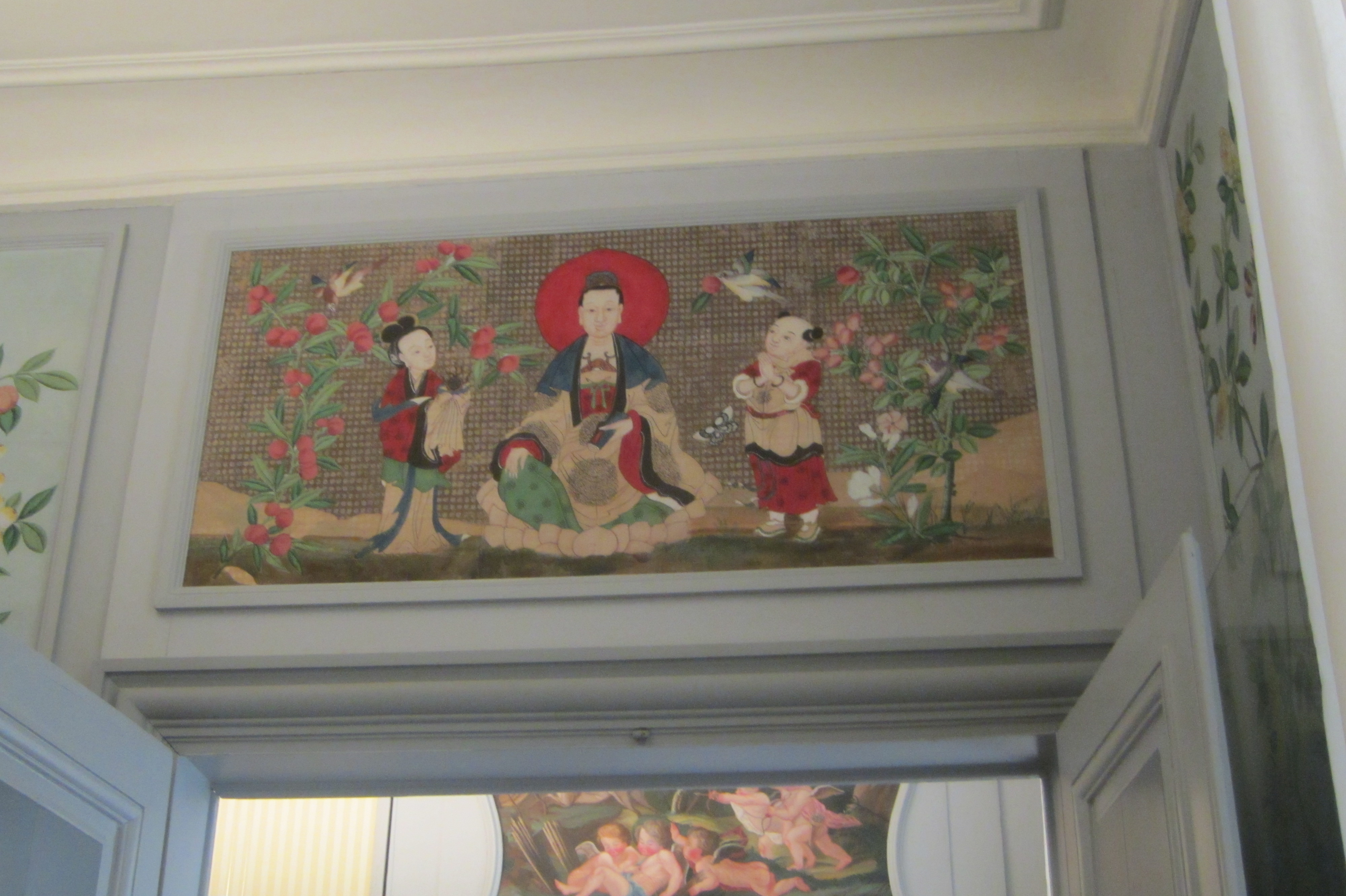

## Source
- (nl) Joke Bungeneers en Koen De Vlieger-De Wilde, Zomers in Hingene. Het kasteel d'Ursel en zijn bewoners, 2012,  (ISBN 9789058268747)